# Наташа Станић (пјесник)
Наташа Станић је пјесникиња из Требиња, Република Српска.

## Биографија
Рођена је 14.9.1971. године у Требињу. Пише поезију и прозу. Радове је објављивала у многим часописима. Учествовала је на разним културним манифестацијама. Заступљена је у зборницима и превођена на више језика. Дуго година се волонтерски бавила хуманитарним радом, а од прошле године је члан удружења Соната. Живи и ствара у родном Требињу.